# Mostî, Horodnea
Mostî (în ucraineană Мости) este un sat în comuna Ilmivka din raionul Horodnea, regiunea Cernihiv, Ucraina.

## Demografie
Componența lingvistică a localității Mostî
     Ucraineană (84,62%)
     Rusă (7,69%)
     Belarusă (7,69%)
Conform recensământului din 2001, majoritatea populației localității Mostî era vorbitoare de ucraineană (84,62%), existând în minoritate și vorbitori de rusă (7,69%) și belarusă (7,69%).